# Ошмянский повет
Ошмянский повет — административная единица в составе Виленского воеводства Великого княжества Литовского (затем — Речи Посполитой). Центр повета — Ошмяны. Площадь повета — около 15,9 тыс. км2.
Повет был создан в 1566 году в ходе административной реформы в Великом княжестве Литовском. В 1791 году из состава повета был выделен Завилейский повет с центром в Поставах, который просуществовал до 1793 года. В 1793 году после присоединения большей части территории Минского повета к Российской империи в ходе второго раздела Речи Посполитой вся оставшаяся в составе Речи Посполитой часть бывшего Минского повета была присоединена к Ошмянскому повету.
В состав повета входили Ошмянское городское, Вилейское, Губское, Довгелишское, Дудское, Кревское, Марковское, Трабское и Мядельское староства, а также частные владения. Среди крупных городов повета были Поставы и Мядель. Повет посылал двух депутатов (послов) на вальный сейм Речи Посполитой. В Ошмянах собирались поветовые и воеводские соймики — местные сословно-представительные органы. В середине XVII века в повете было 30 542 крестьянских хозяйства, а население составляло 244 336 человек. В 1790 году численность населения повета составляла 118 475 человек.
Повет был ликвидирован в 1795 году после присоединения его территории к Российской империи в ходе третьего раздела Речи Посполитой.

## Галерея

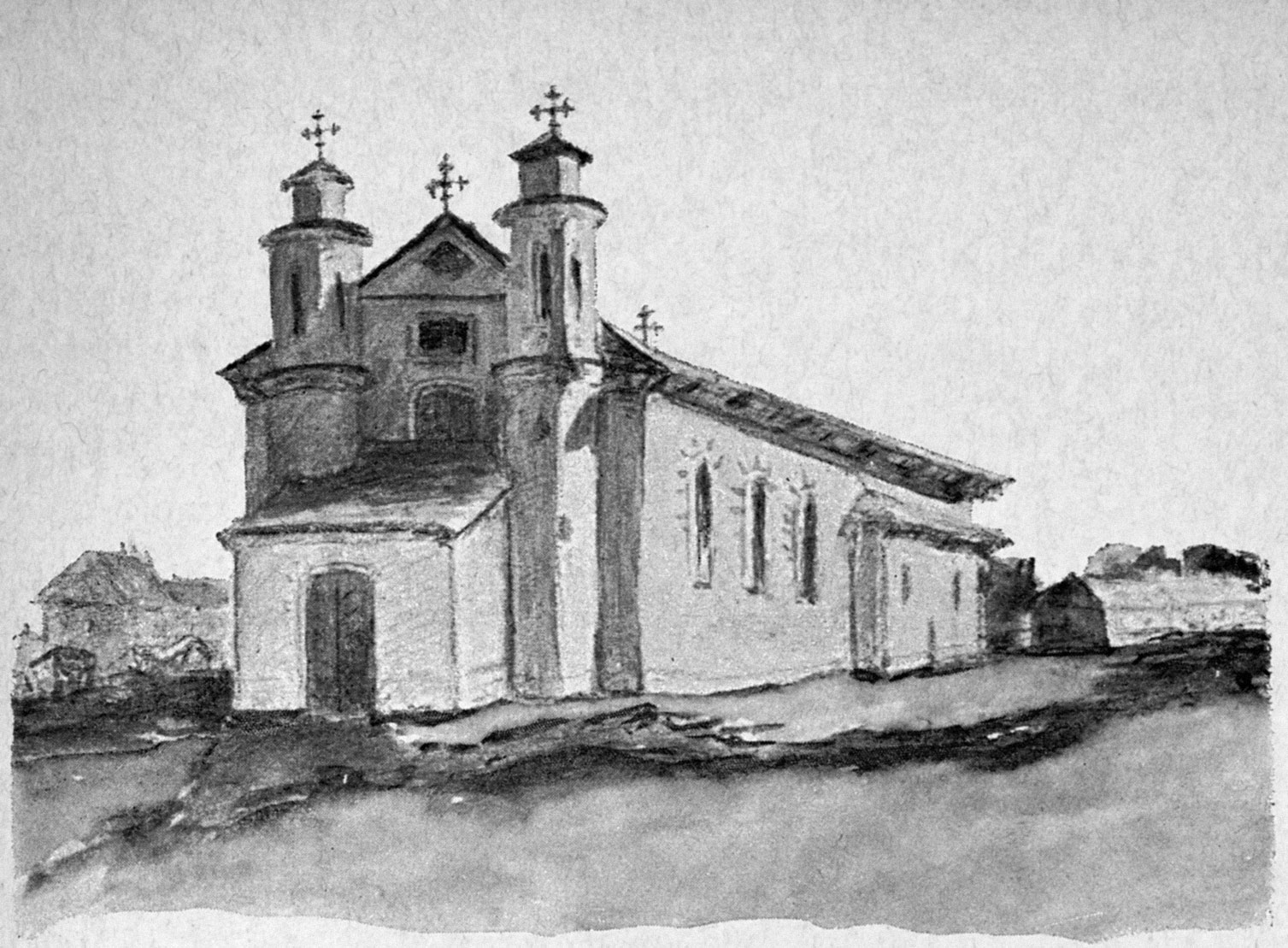
Ошмяны
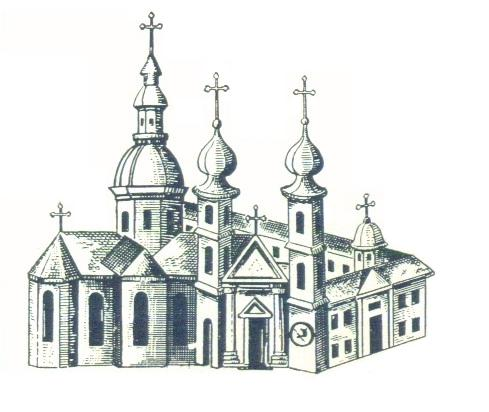
Будслав
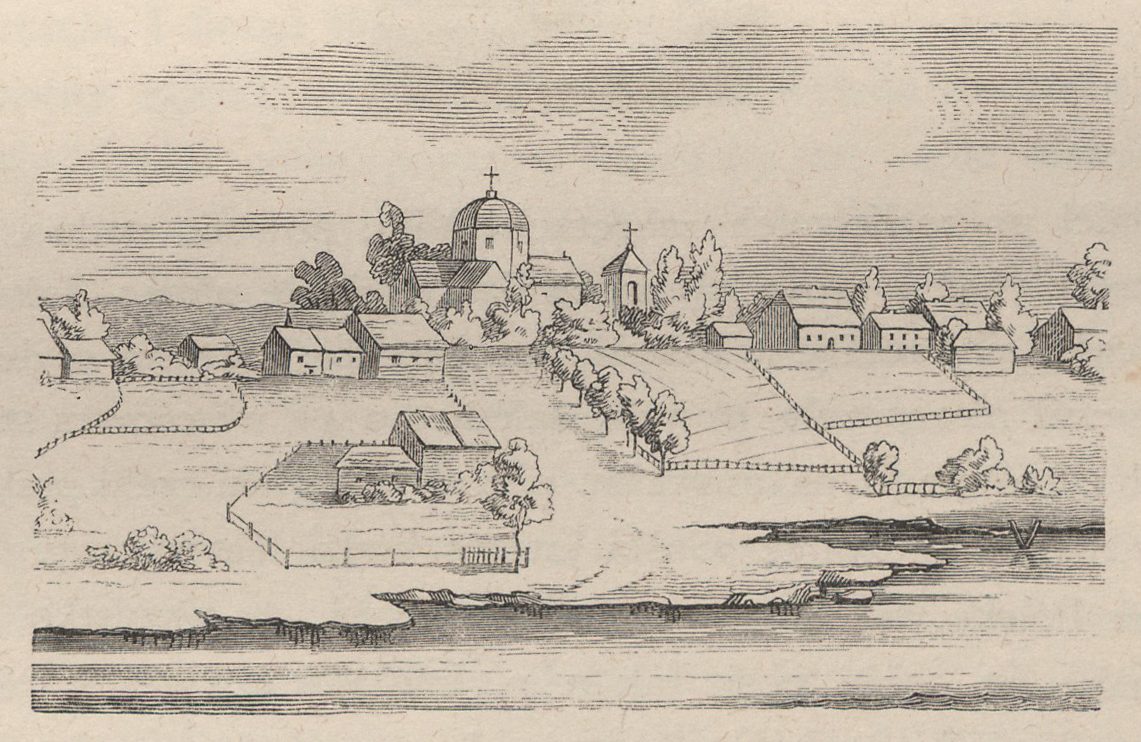
Вилейка
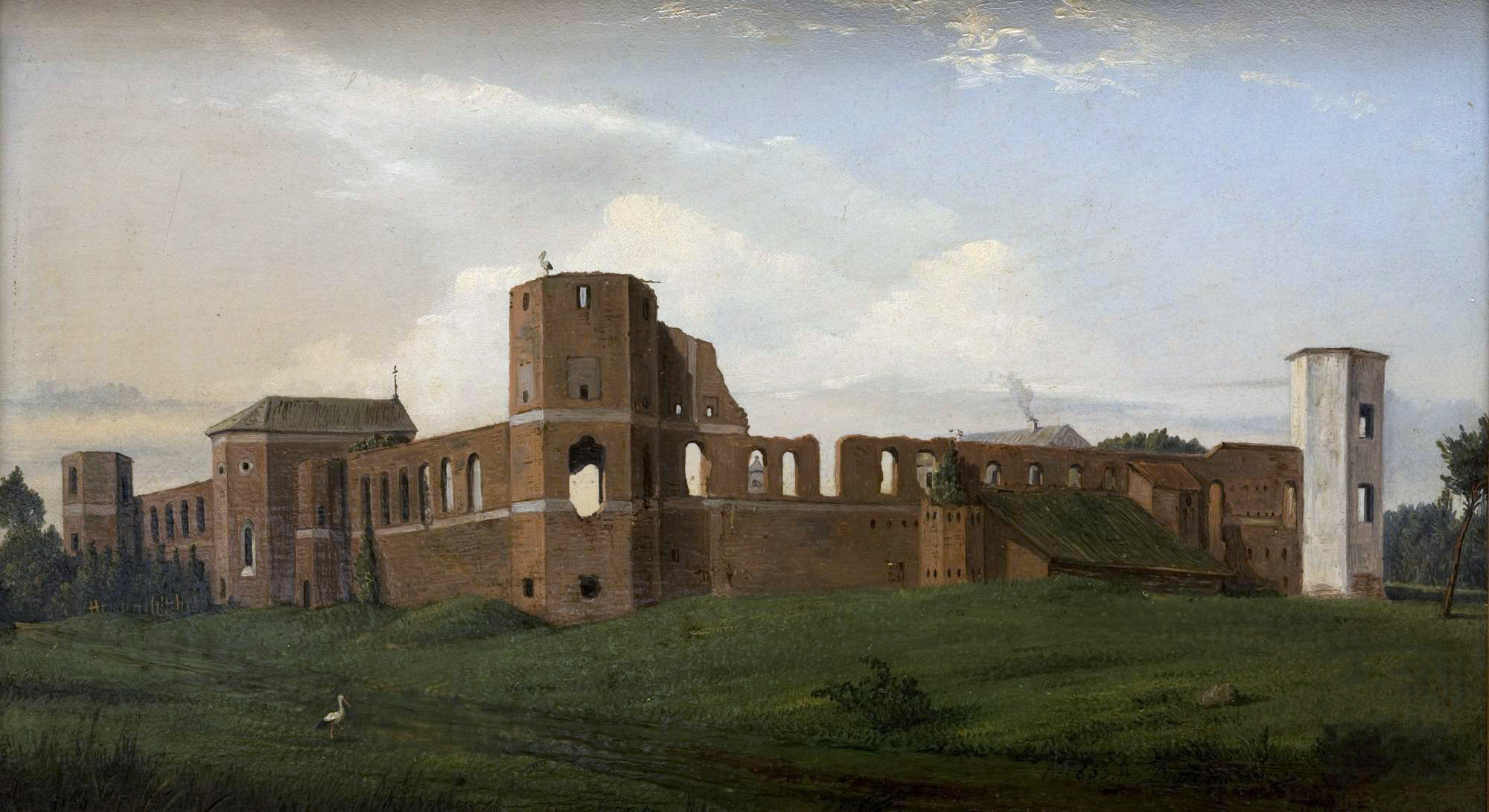
Гольшаны
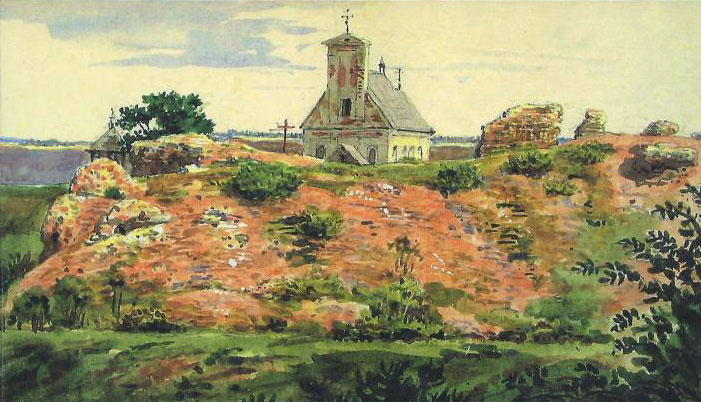
Геранёны
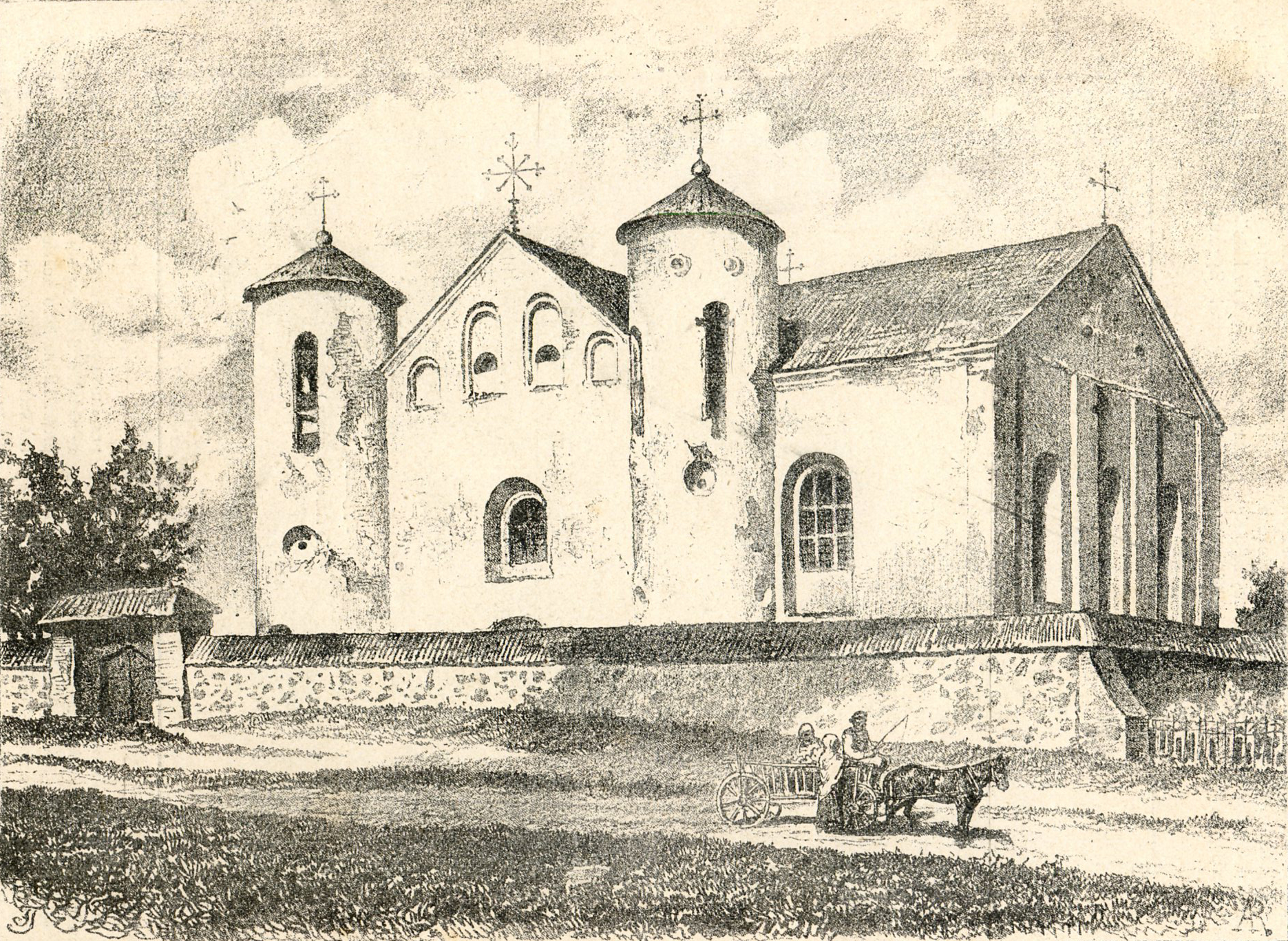
Камаи
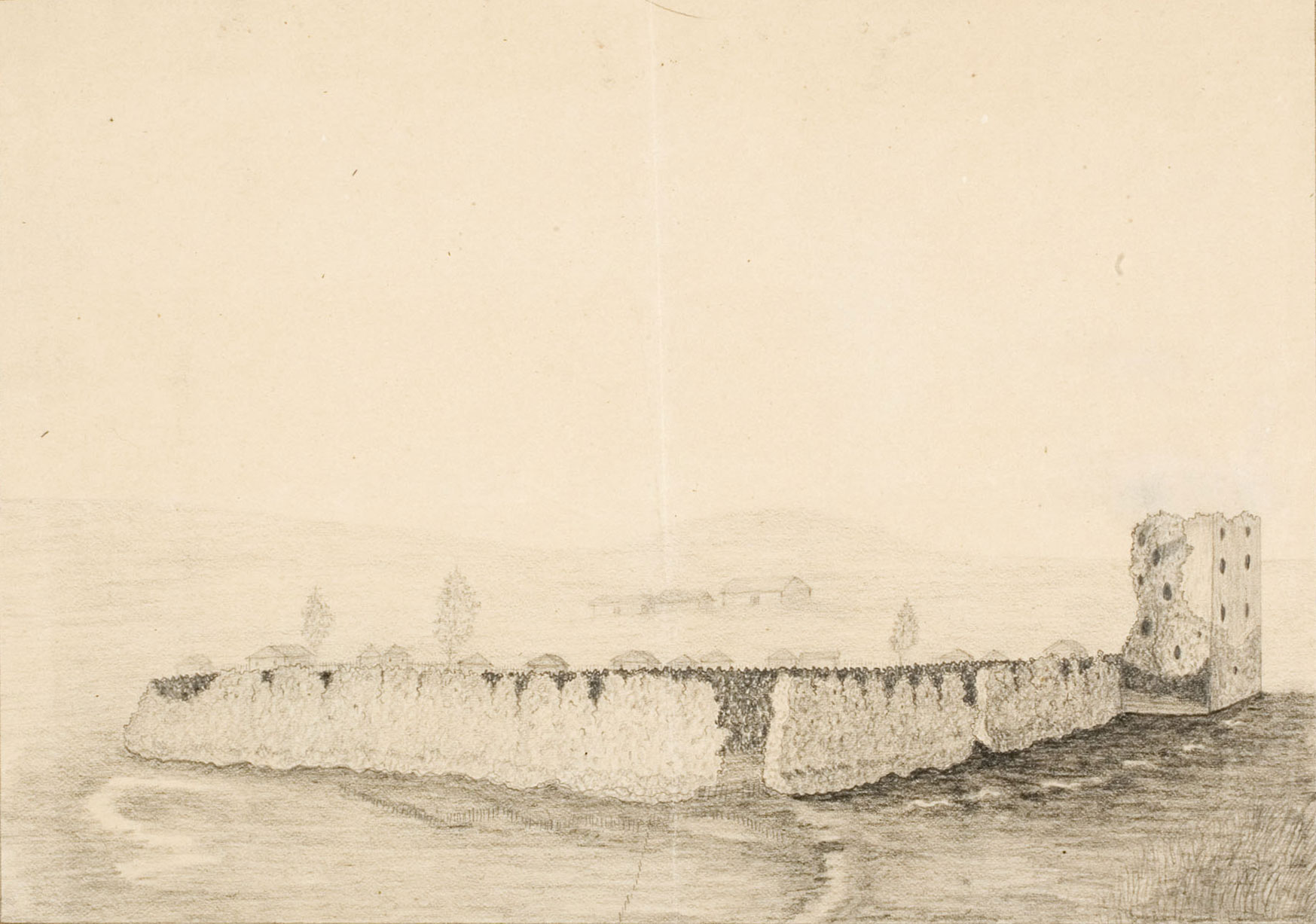
Крево
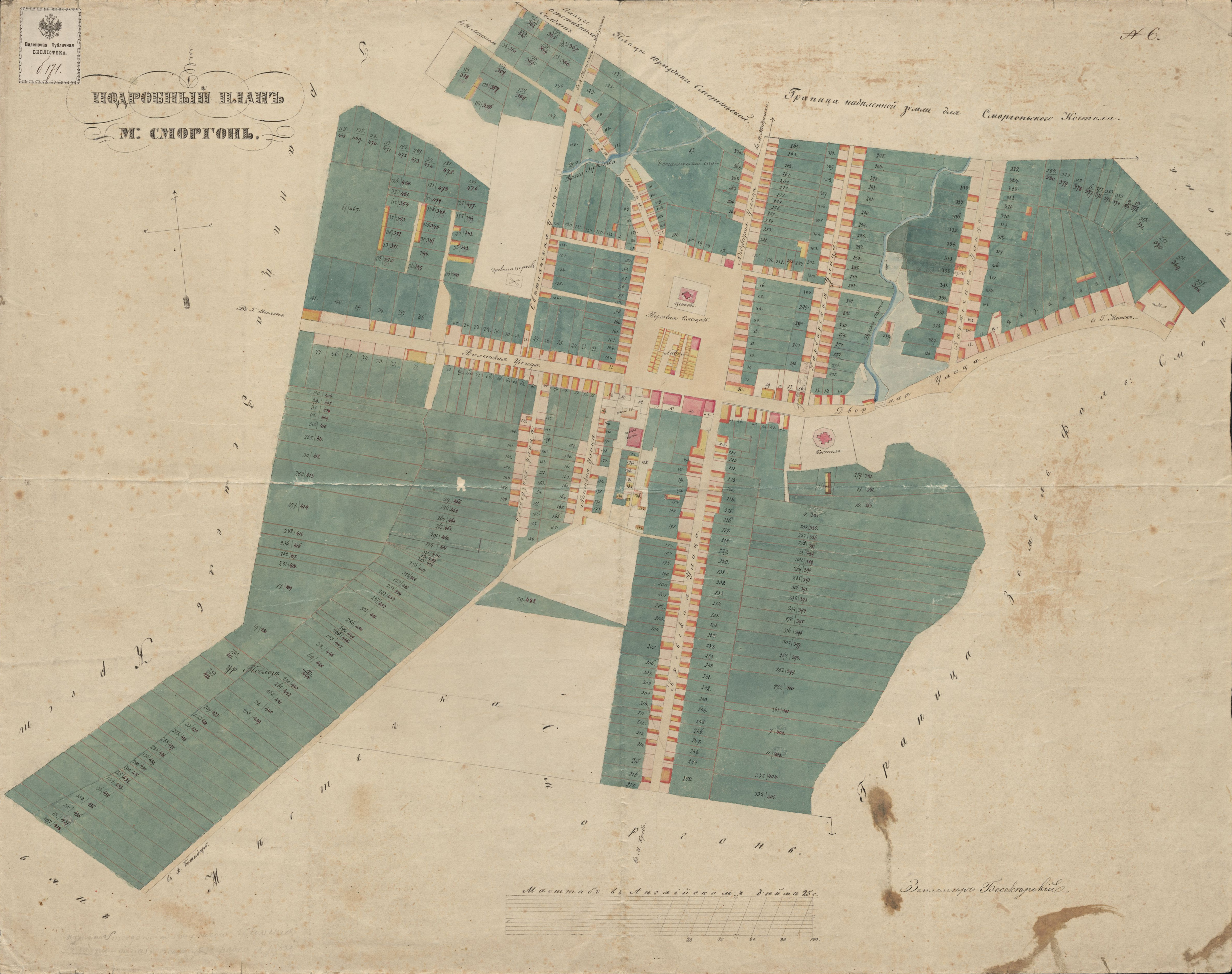
Сморгонь